# Спадафора, Уго
У́го Спадафо́ра Фра́нко (исп. Hugo Spadafora Franco, 6 сентября 1940 — 13 сентября 1985) — панамский революционер-интернационалист и врач, участник национально-освободительной борьбы в Кабо-Верде и Гвинее-Бисау, Никарагуа и борьбы против режима Мануэля Норьеги.

## Биография
Родился третьим ребёнком в семье, которая со временем стала представителем среднего класса. После школы в феврале 1958 года окончил Национальный институт в Панама-сити. Его отличная учёба гарантировала ему университетскую стипендию и учёбу за границей. В ноябре 1964 года окончил Болонский университет. Во время учебы был членом Социалистической партии Италии.
Вернувшись на родину в январе 1965 года, работал в больнице Санто-Томас в Панама-Сити. В августе того же года уехал в Каир, чтобы начать обучение в аспирантуре по стипендии правительства Египта. Там познакомился и близко сошёлся с повстанцами из движения за независимость Гвинеи-Бисау. С февраля 1966 года работал врачом-добровольцем и был партизаном в Гвинее-Бисау, был соратником Амилкара Кабрала в борьбе за независимость от португальского колониализма.
После того, как в антиколониальном партизанском движении появилось достаточно собственных врачей, в мае 1967 году вернулся в Панаму, где продолжал заниматься медициной. После государственного переворота 1968 года, который сверг Арнульфо Ариаса, решил присоединиться в качестве врача к городским партизанам, которые боролись с новым военным руководством страны, но был арестован и заключён на несколько недель в тюрьму. Был выпущен на испытательный срок благодаря своему отцу, который лично знал Омара Торрихоса Эрреру. Находясь в тюрьме, несколько раз общался с самим Торрихосом, обсуждая революцию и социальные проблемы, после чего они перестали быть врагами и нашли взаимопонимание. Хотя он продолжал критиковать режим, но был настроен оптимистично: «Правда, эксцессы и даже преступления были совершены; Коррупция все ещё порок, но исторический баланс положителен».
Затем работал в медицинском центре в г. Эль-Реаль (провинция Дарьен). В 1973 году стал главой Управления здравоохранения провинции Колон. Был заместителем министра здравоохранения в правительстве Омара Торрихоса с 1976 по 15 сентября 1978 года.
15 сентября 1978 года он подал в отставку с поста заместителя министра и вступил в Сандинистский фронт национального освобождения, где юлизко сошёлся с Эденом Пасторой. Организовал и командовал Международной бригадой имени Викториано Лоренсо (в основном из панамских добровольцев), а затем Международной Боливарианской бригадой, с которыми активно участвовал в боевых действиях против режима Анастасио Сомосы в Никарагуа. Приветствовал победу Сандинистской революции и вернулся в Панаму.
С 1982 года сражался вместе с Эденом Пасторой и его Революционно-демократическим альянсом (ARDE) в приграничном районе Никарагуа и Коста-Рики уже против сандинистского правительства Никарагуа. Он посчитал, что лидеры никарагуанского правительства предали соглашения о революционной борьбе, стали авторитарными, стремящимися к излишней роскоши и ориентированы на советский «реальный социализм» при сохранявшемся тяжёлом положении крестьянства. Спадафора решил присоединиться к тем, кого считал «подлинно сандинистскими силами». Группа ARDE отвергла «антикоммунистический план» Р. Рейгана, который поддерживал «контрас», но в конечном итоге приняли их поддержку, хотя и не следовала американским указаниям. В 1984 году дистанцировался от Пасторы, публично заявив о своём неприятии военной стратегии решения кризиса.
Поддерживал коренное население индейцев мискито во главе с Бруклином Риверой.
Признанный близким соратником генерала Омара Торрихоса, после его смерти стал жёстким критиком военного режима, который правил Панамой в период с 1981 по 1989 год. Вражда Спадафоры с Норьегой началась ещё до смерти Торрихоса, в 1980 году, но в 1985 году она обострилась, когда доктор обвинил генерала в незаконном обороте наркотиков, незаконном обороте оружия, политических манипуляциях и коррупции.
Жил в Сан-Франсиско (кантон Гойкоэчеа, провинция Сан-Хосе, Коста-Рика).

## Убийство
В августе 1985 года публично заявил, что вернётся в Панаму и займётся политикой, несмотря на личные угрозы со стороны М. Норьеги.
Был найден обезглавленным в день возвращения на родину. По свидетельствам очевидцев, его в последний раз видели 13 сентября в сопровождении вооружённых лиц из Национальной гвардии в городе Консепсьон, недалеко от того места, где позже нашли его тело. Его труп был обнаружен 14 сентября 1985 года на коста-риканской территории в 200—300 метрах от границы под мостом через реку Ла-Вакита, в почтовом мешке, но голова так и не была найдена. Вскрытие показало, что он был подвергнут жесточайшим пыткам: в частности, его рёбра были сломаны, предплечья ранены, мышцы ног подрезаны, он был кастрирован, а желудок наполнен кровью, которую он проглотил во время медленного отрезания головы. 21 сентября 1985 года его останки были похоронены на кладбище Мелитон-Мартин в Читре.

## Последующие события
Президент Николас Ардито Барлетта пытался создать специальную комиссию для расследования этого убийства, но М. Норьега немедленно воспрепятствовал этому и вынудил президента уйти в отставку 28 сентября 1985 года. В июне 1987 года полковник Роберто Диас Эррера заявил, что У. Спадафора был убит по прямому указанию М. Норьеги. 5 февраля 1990 года, при президенте Гильермо Эндаре, было возобновлено рассмотрение дела. Суд, начавшийся 6 июня 1993 года, длился два месяца и заочно признал Норьегу и двух его сторонников виновными в заговоре с целью убийства Спадафоры и приговорил их к 20 годам заключения, ещё 7 обвиняемых были признаны невиновными.
У. Спадафора Называл себя сторонником демократического социализма, социал-демократии и интернационализма. Был дважды женат.
Автор книг «Опыт и мысли партизанского врача» (1980) и «Поражения сомосистов и коммунистов в Никарагуа» (1985). В 2013 году вышла его биография (Hugo Spadafora: Bajo la Piel del Hombre), написанная кубинским эмигрантским журналистом и литературным критиком Амиром Валье.
В 2000 году в телефильме «Норьега: божий фаворит» (Noriega: God´s Favorite) режиссёра Роджера Споттисвуда роль У. Спадафоры сыграл аргентинский актёр Иво Куцарида.